# Phelipara subvittata
Phelipara subvittata là một loài bọ cánh cứng trong họ Cerambycidae.